# 390년

## 연호
- 동진(東晉) 태원(太元) 15년
- 전진(前秦) 태초(太初) 5년
- 후연(後燕) 건흥(建興) 5년
- 서연(西燕) 중흥(中興) 5년
- 후진(後秦) 건초(建初) 5년
- 서진(西秦) 태초(太初) 3년
- 북위(北魏) 등국(登國) 5년
- 후량(後凉) 인가(麟嘉) 2년
- 적위(翟魏) 건광(建光) 3년

## 기년
- 동진(東晉) 효무제(孝武帝) 18년
- 북위(北魏) 도무제(道武帝) 5년
- 신라(新羅) 내물 마립간(奈勿麻立干) 35년
- 고구려(高句麗) 고국양왕(故國壤王) 7년
- 백제(百濟) 진사왕(辰斯王) 6년

## 사건
- 데살로니가의 사람들이 테오도시우스황제에게 대항하여 반란을 일으키다.

## 사망
- 1월 25일 - 초기 기독교 교부 철학자 그레고리우스 나지안스